# Halse og Harkmark
Halse og Harkmark is een voormalige gemeente in het zuiden van Noorwegen. De gemeente werd gevormd in 1838 en omvatte de parochies Halse en Harkmark ten oosten en ten westen van de stad Mandal. De gemeente werd in 1964 gevoegd bij de gemeente  Mandal. Deze laatste ging in 2020 op in Lindesnes. Halse og Harkmark was de meest zuidelijke gemeente van Noorwegen. De vuurtoren op het eiland Ryvingen, de meest zuidelijke van het land, gold als baken voor de gemeente.